# Hậu duệ của Nurarihyon
Hậu duệ của Nurarihyon (Nhật: ぬらりひょんの孫 Hepburn: Nurarihyon no Mago) là một bộ manga được viết và minh họa bởi Hiroshi Shiibashi.